# Jegulja (film)
Jegulja (japonsko うなぎ, Hepburn Unagi) je japonski dramski film iz leta 1997, ki ga je režiral Šohei Imamura in tudi sodeloval pri pisanju scenarija, ob njem pa še Daisuke Tengan in Motofumi Tomikava. Ohlapno temelji na romanu Kari-Shakuhō Akire Jošimure iz leta 1988, vsebuje pa tudi elemente zgodnejšega Imamurinega filma Erogotoshi-tachi yori: Jinruigaku nyûmon iz leta 1966. V glavnih vlogah nastopajo Kodži Jakušo, Misa Šimizu, Micuko Baišo in Akira Emoto. Zgodba govori o Takuri (Jakušo), ki se po izpustitvi iz zapora zaradi umora žene zaposli v brivnici, kjer ne govori z nikomer, razen z jeguljo, ki jo je bil udomačil v času prestajanja zaporne kazni. Življenje se mu spremeni, ko ob poskusu samomora reši življenje mladi Keiko (Šimizu).
Premierno je bil predvajan 12. maja 1997 na Filmskem festivalu v Cannesu, kjer je osvojil glavno nagrado zlata palma skupaj s iranskim filmom Okus češnje, kar je za Imamuro druga tovrstna nagrada. Osvojil je tudi nagrado Kinema Junpo za najboljši japonski film leta. 

## Vloge
- Kodži Jakušo kot Takuro Jamašita
- Misa Šimizu kot Keiko Hattori
- Micuko Baišo kot Misako Nakadžima
- Akira Emoto kot Tamocu Takasaki
- Fudžio Cuneta kot Džiro Nakadžima
- Šov Aikava kot Judži Nozava
- Ken Kobajaši kot Masaki Saito
- Sabu Kavahara kot Seitaro Misato
- Ecuko Ičihara kot Fumie Hattori
- Tomorovo Taguči kot Eidži Dodžima
- Čiho Terada kot Emiko Jamašita